# DB Schenker

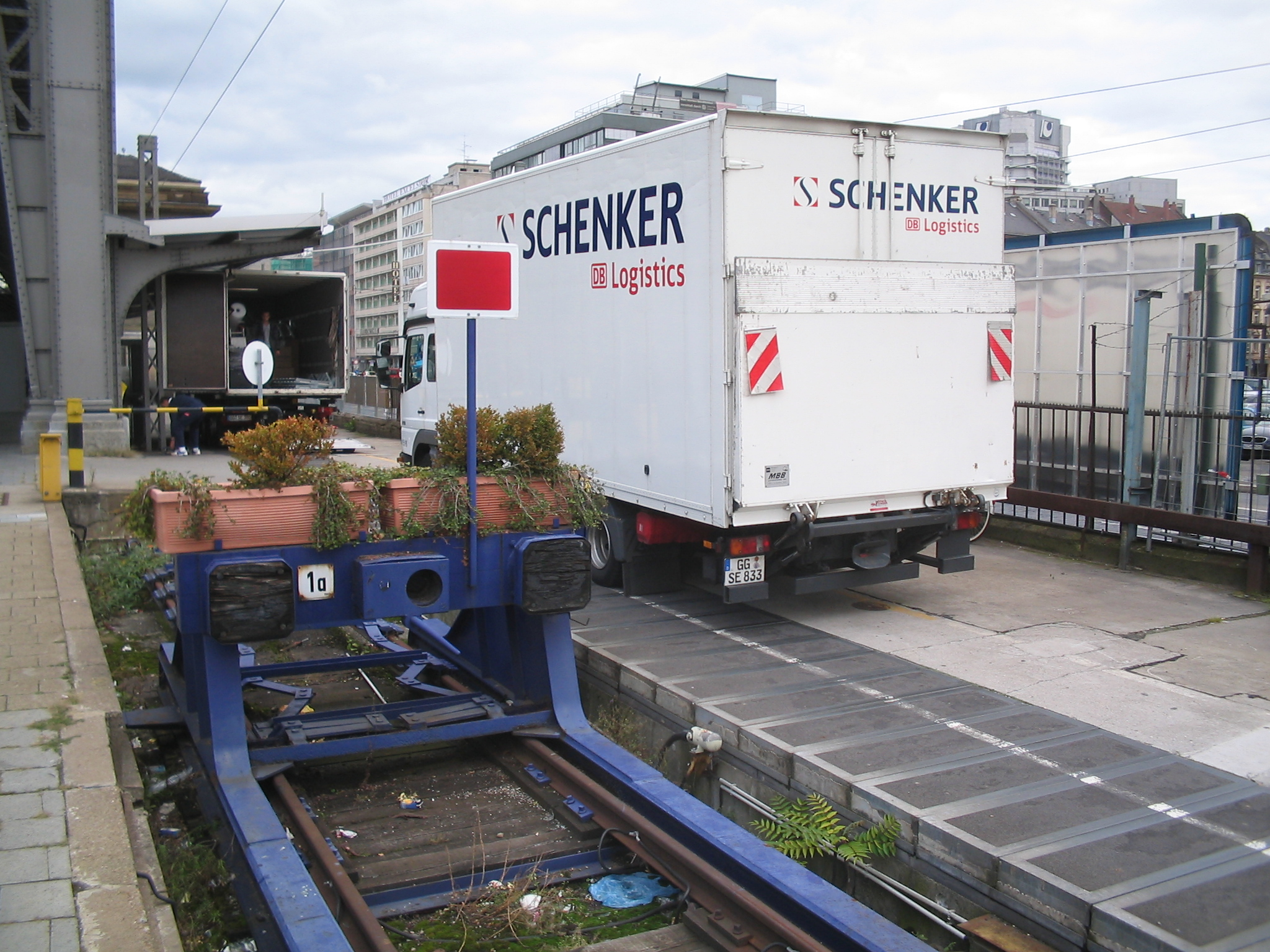
Ciężarówka Schenker na końcu toru

DB Schenker – niemieckie przedsiębiorstwo logistyczne o globalnym zasięgu. DB Schenker przy świadczeniu usług logistycznych wykorzystuje transport lądowy, lotniczy i morski. Grupa DB Schenker jest korporacją transnarodową działającą w branży TSL. Zatrudnia około 76,1 tys. pracowników w około 2000 oddziałach na świecie. 

## Historia
Gottfried Schenker założył Schenker & Co. w Wiedniu w 1872 r.
W 2002 r. spółka została przejęta przez Deutsche Bahn, podczas przejęcia spółki Stinnes AG, ówczesnego właściciela Schenker AG. 
W 2006 r. kupuje amerykańską firmę logistyczną BAX Global za kwotę 1,1 miliarda dolarów.
W grudniu 2022 roku Deutsche Bahn zdecydowało się na sprzedaż przedsiębiorstwa.
We wrześniu 2024 ze złożonych ofert kupna Deutsche Bahn wybrał ofertę DSV. Po uzyskaniu wszelkich wymaganych zgód od organów regulacyjnych transakcja oficjalnie zakończyła się w kwietniu 2025. Tym samym DSV zostało oficjalnie nowym właścicielem spółki. 

## DB Schenker w Polsce
W Polsce działa spółka-córka koncernu – Schenker Polska Sp. z o.o. z siedzibą w Warszawie. W latach 2005–2008 Schenker Polska Sp. z o.o. była klasyfikowana na pierwszym miejscu w kategorii: usługi logistyczne według wielkości przychodów ze sprzedaży podstawowej.
W marcu 2004 r. spółka DB Schenker połączyła się z polską spółką Spedpol, w grudniu tego samego roku nastąpiła fuzja spółek Spedpol oraz Schenker Polska Sp. z o.o.
Od 7 listopada 2008 r. przy stacji w Węglińcu funkcjonuje wspólna dyspozytura DB Schenker i PKP Cargo.
W lipcu 2009 DB Schenker wykupił grupę PCC Logistics, w tym polskiego prywatnego przewoźnika kolejowego PCC Rail, który w listopadzie 2009 zmienił nazwę na DB Schenker Rail Polska S.A., a w marcu 2016 na DB Cargo Polska S.A.
6 września 2017 r. otworzył w Warszawie Schenker Technology Center (Warsaw), dostarczające rozwiązania IT dla Grupy DB Schenker w regionie Europy, Bliskiego Wschodu, Afryki. Jedno z czterech takich centr na świecie, jedyne w Europie.

## Kontrowersje
W 2016 roku firma została ukarana przez prokuraturę w Kolonii za przypadki korupcji w Sankt Petersburgu w Rosji, polegające na przekupywaniu lokalnych celników od 2010 do połowy 2012 roku. W tym czasie DB Schenker zaangażował rosyjską agencję, aby umożliwić szybki przepływ przesyłek do zakładu producenta samochodów Forda w Petersburgu. DB Schenker musiał zapłacić karę w wysokości 2 mln euro.
W 2020 roku DB Schenker został oskarżony o nieuczciwy dumping w czasie pandemii COVID-19 i związanych z tym zawirowań rynkowych. Podobno wykorzystywał swój status przedsiębiorstwa państwowego (jako spółki zależnej Deutsche Bahn) do żądania od podwykonawców cen poniżej ich kosztów produkcji na niektórych europejskich trasach lądowych za pośrednictwem giełdy transportowej TimoCom. Firma odrzuciła zarzuty, wskazując, że nie ma wglądu w strategie cenowe i koszty produkcji podwykonawców. Zapowiedział jednak, że tymczasowo zrezygnuje ze stosowania stałych cen dla przewozów publikowanych za pośrednictwem giełd transportowych.